# Hortipes coccinatus
Hortipes coccinatus là một loài nhện trong họ Corinnidae.
Loài này thuộc chi Hortipes. Hortipes coccinatus được miêu tả năm 2000 bởi Bosselaers & Rudy Jocqué.